# Talbot Memorial Bridge
Il Talbot Memorial Bridge (in irlandese Droichead Cuimhneacháin an Talbóidigh) è un ponte stradale che attraversa il fiume Liffey nel centro di Dublino, Repubblica d'Irlanda. Completato nel 1978, è largo 22 metri (72 piedi) e venne progettato dallo studio De Leuw, Chadwick and O'hEocha Consulting Engineers.
Il ponte collega Memorial Road (e Custom House Quay), sulla riva settentrionale del fiume, a Moss Street (e City Quay), sulla riva meridionale. Memorial Road prese il nome in memoria dei membri della Dublin Brigade caduti durante la Guerra l'Indipendenza Irlandese - in particolare coloro che morirono durante un'incursione nella vicina Dogana di Dublino (Custom House). Il "Talbot" presente nel nome del ponte fa riferimento a Matt Talbot, un asceta irlandese (2 maggio 1856 – 7 giugno 1925) la cui statua è situata all'estremità meridionale del ponte.